# Elektrownia Łaziska

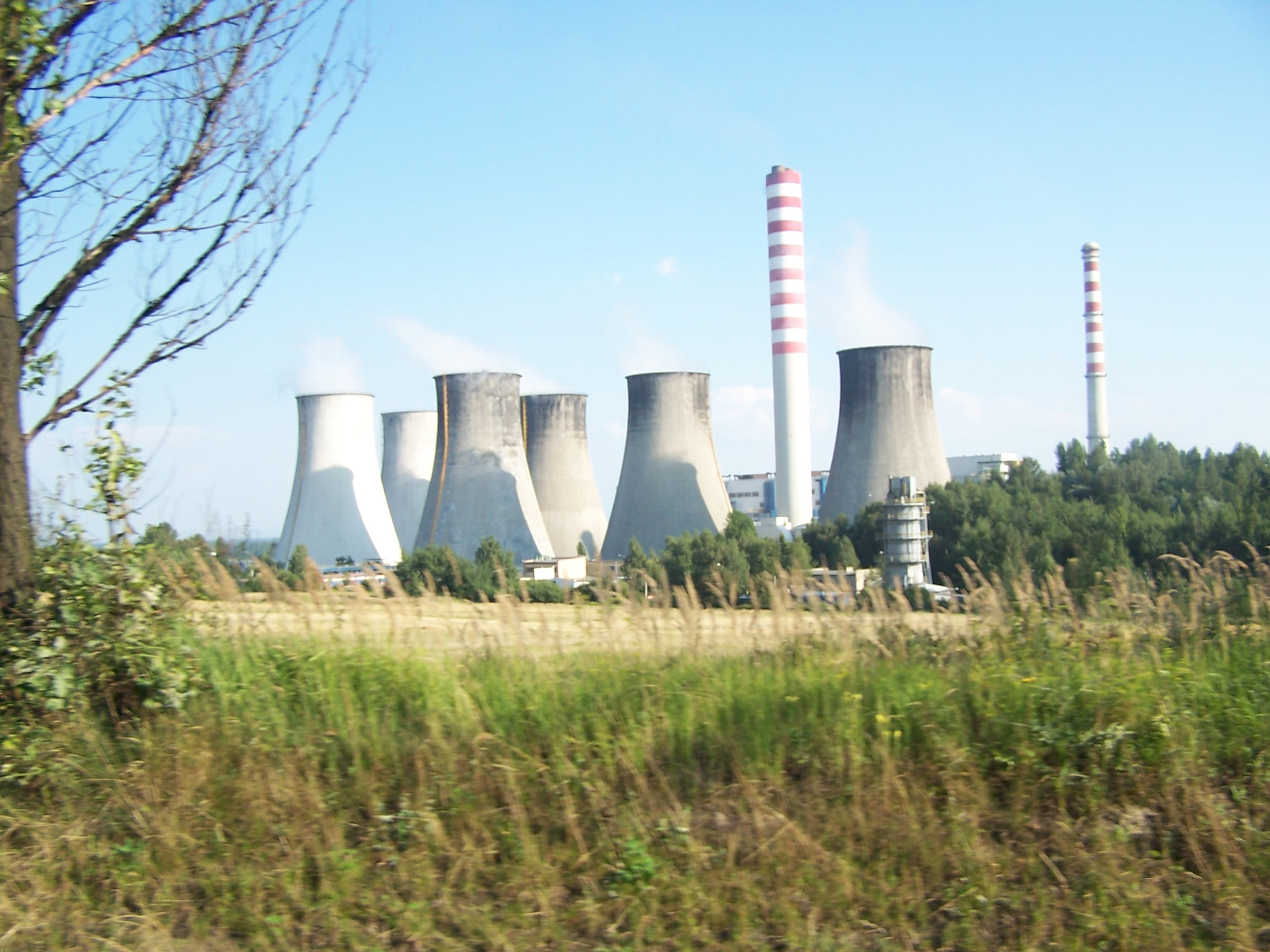
Elektrownia Łaziska

Elektrownia Łaziska – znajduje się w Łaziskach Górnych w województwie śląskim, od 29 grudnia 2000 roku w składzie Południowego Koncernu Energetycznego S.A.

## Historia
Początki elektrowni to rok 1917, kiedy książę pszczyński wzniósł fabrykę karbidu (huta elektrotermiczna) wraz z elektrownią. W 1929 roku elektrownia osiągnęła moc 87,1 MW i stała się największą elektrownią w Polsce. W 1949 roku huta została odłączona i stała się osobnym przedsiębiorstwem jako Huta Łaziska. Po kolejnych rozbudowach elektrownia w 1996 roku została przekształcona z przedsiębiorstwa państwowego w jednoosobową spółkę Skarbu Państwa. Od 28 grudnia 2000 roku Elektrownia „Łaziska” weszła w skład Południowego Koncernu Energetycznego S.A.

## Dane techniczne
Elektrownia Łaziska to zawodowa elektrownia systemowa (jedna z 18 w Polsce) opalana węglem kamiennym z własnym węzłem ciepłowniczym. Wytwarza około 4,2% krajowej produkcji energii elektrycznej.
Posiada 905 MW zainstalowanej mocy elektrycznej:
- 3 bloki o mocy po 225 MW
- 1 blok o mocy 230 MW

Dodatkowo posiada 196 MW zainstalowanej mocy cieplnej.
Na terenie elektrowni działa Muzeum Energetyki.l